# Washington County (Arkansas)
Washington County is een county in de Amerikaanse staat Arkansas.
De county heeft een landoppervlakte van 2.460 km² en telt 157.715 inwoners (volkstelling 2000). De hoofdplaats is Fayetteville.